# Mieszkanie chronione
Mieszkanie chronione – w myśl polskiego prawa, forma pomocy społecznej w postaci lokalu mieszkalnego, mająca zapewnić osobom w nim zamieszkującym przygotowanie do prowadzenia samodzielnego życia w społeczeństwie lub zastąpić pobyt w placówce zapewniającą całodobową opiekę. Proces ten odbywać się winien pod opieką odpowiednich specjalistów, np. pracownika socjalnego.
Ustawa o pomocy społecznej umożliwia pobyt w mieszkaniach chronionych osobom, które ze względu na trudną sytuację życiową, wiek, niepełnosprawność lub chorobę potrzebują wsparcia w funkcjonowaniu w codziennym życiu, ale nie wymagają usług w zakresie świadczonym przez jednostkę całodobowej opieki, w szczególności osobom z zaburzeniami psychicznymi, opuszczającym pieczę zastępczą w rozumieniu przepisów o wspieraniu rodziny i systemie pieczy zastępczej, młodzieżowy ośrodek wychowawczy, zakład dla nieletnich, a także cudzoziemcom, którzy uzyskali w Polsce status uchodźcy lub ochronę uzupełniającą.